# Laky Dániel
Laky Dániel (Felsőireg, Tolna vármegye, 1846. április 3. – Budapest, Józsefváros, 1929. március 16.) református lelkész, gimnáziumi tanár.

## Élete
Felsőiregen született, édesapja Laky Sándor tanító volt, édesanyja Bocsor Julianna. A gimnázium első osztályát atyja vezetése alatt, a II-IV. osztály 1857 őszétől Gyönkön végezte, az V-től Pápán a Tarczy, Bocsor és Kerkápolyi iskolájában és a teológiai tanfolyamot a pesti református akadémián végezte. Az első kápláni vizsga letétele után 1869-ben Ságvárra (Somogym.) rendeltetett segédlelkésznek, honnét 1870 elején pesti segédlelkész lett és ezen minőségében működött mint gimnáziumi segédtanár is. 1871-től rendes tanára volt a budapesti református főgimnáziumnak. Elhunyt 1929. március 16-án, életének 83., nyugalomba vonulásának 22. esztendejében, örök nyugalomra helyezték a Kerepesi temetőben. Felesége Török Julianna volt.
Cikkei a Néptanítók Lapjában (1874. Miért nem egyforma a melegség a földfelület minden pontján, 1877. könyvism.), a Földrajzi Közleményekben (1876. Ausztráliáról, 1879. Krimről); írt még a Magyar Tanügybe, Pesti Naplóba, Havi Szemlébe és Protestáns Lapba.

## Munkái
1. Európa földrajza, tekintettel az osztrák-magyar monarchiára, középiskolai használatra. Bpest, 1874. Két rész. (2. jav. kiadás. 1877. 6. k. 1895. Uo.).
2. Ázsia és Afrika földrajza és a mathematikai földrajz elemei. A középiskolák 3. osztálya számára. Uo. 1876.
3. Ausztrália, Polinézia s Amerika földrajza. A középiskolák 4. osztálya számára. Uo. 1876.
4. Népiskolai földrajz. A miniszteri tanterv s az ezzel egyező egyházkerületi legujabb tanterv szerint. Uo. 1879. (Ism. Néptanítók Lapja 442. lap).
5. Vallástörténet. A gymnasium V. osztálya számára. Kiadja a dunamelléki református egyházkerület Uo. 1879. (Ism. Prot. Egyh. és Isk. Lap 1880.)
6. Földrajz a gymnasium számára. Uo. 1882-84. Három kötet, a szöveg közé nyomott ábrákkal. (I. A magyar királyság és a földközi tenger környéke 1882., 2. kiadás 1885., 3. jav. k. 1887., 4. k. 1888. Ism. Orsz. középt. tanáregylet Közlönye 1881-1882. Egyetértés 1881. 306. sz., Hon 238. sz., Prot. Egyh. és Isk. Lap 38. sz., 5. jav. k. 1890. II. Európa és Hátsó-Ázsia 1882. Ism. Prot. Egyh. és Isk. Lap, 2. jav. kiadás 1886. III. Afrika, Ausztrália, Polynesia és Amerika 1884.)
7. Földrajz a népiskolák számára. Uo. 1880. (Kis tükör. Népiskolai kézikönyvek Tára, 2. jav. k. 1883., 3. jav. k. 1885., 4. jav. k. 1886., 5. jav. k. 1888., 6. jav. k. 1891., 7. jav. k. 1894., 8. 1895. Uo.)
8. Képes magyar Olvasókönyv az elemi népiskolák II., III. és IV. osztálya számára. Ugyanott, 1887. Három rész. (Komáromy Lajossal és Péterffy Sándorral együtt).
9. Természettani és csillagászati földrajz. Középiskolák számára. (Valamint tanítóképző intézetek használatára). Uo. 1891. Kilenc tábla rajzzal.
10. Földrajz. Dobrovsky és Franke, Bp. 1894.[4]